# Muren (dokumentarfilm)
|  | Denne artikel er oprettet af botten Steenthbot ud fra en ekstern database. Den kan derfor have sproglige fejl eller mangler. Denne skabelon kan fjernes efter kontrol af indholdet. |

 For alternative betydninger, se Muren. (Se også artikler, som begynder med Muren)
Muren er en dansk dokumentarfilm fra 1985 instrueret af Carl Otto Petersen efter eget manuskript.

## Handling
Ikke langt fra Danmark ligger den delte by Berlin som et symbol på stormagternes politik efter Anden Verdenskrig. Filmen fortæller historien om byen med muren, der har delt familier, og som har afstedkommet menneskelige tragedier for de mange, der ikke nåede over på den anden side... Filmen er optaget før murens fald i Vestberlin og har i dag sin primære værdi i de lange og grundige historiske afsnit.